# Khamanon
Khamanon là một thị xã và là một nagar panchayat của quận Fatehgarh Sahib thuộc bang Punjab, Ấn Độ.

## Địa lý
Khamanon có vị trí 30°49′B 76°21′Đ / 30,82°B 76,35°Đ Nó có độ cao trung bình là 254 mét (833 feet).

## Nhân khẩu
Theo điều tra dân số năm 2001 của Ấn Độ, Khamanon có dân số 8876 người. Phái nam chiếm 55% tổng số dân và phái nữ chiếm 45%. Khamanon có tỷ lệ 70% biết đọc biết viết, cao hơn tỷ lệ trung bình toàn quốc là 59,5%: tỷ lệ cho phái nam là 72%, và tỷ lệ cho phái nữ là 67%. Tại Khamanon, 11% dân số nhỏ hơn 6 tuổi.